# Museo di storia naturale del Pakistan
Il museo di storia naturale del Pakistan (in urdu  پاکستان برائے طبعی تواریخ‎?; in inglese Pakistan Museum of Natural History - PMNH), fondato nel 1976, è un museo pubblico di storia naturale sito a Islamabad, la capitale federale del Pakistan.
Le sue gallerie informano sui temi dell'ecologia, della geologia e della paleontologia del Paese sudasiatico. Nel 2022 il museo vantava una collezione di oltre 600 000 oggetti d'inventario. Il museo funge anche da centro di ricerca e stringe collaborazioni col Museo Lok Virsa. È gestito dalla Pakistan Science Foundation, sotto il Ministero della Scienza e della Tecnologia.

## Gallerie e mostre
Il museo dispone di diverse gallerie:
- La galleria biologica ha per tema la flora e la fauna selvatiche, ritratte nei loro habitat originali.[2]
- La galleria ecologica offre una sezione didattica che insegna i cicli ecologici, gli habitat e i problemi ambientali attraverso materiale audiovisivo.[2]
- La galleria delle gemme espone una varietà di gemme grezze, tagliate e lucidate.
- La galleria di paleontologia vanta una collezione di fossili e informa sui relativi studi; la galleria include anche nozioni di antropologia, affrontata attraverso pitture, iscrizioni e un cranio di australopiteco.[2]
- La galleria Tethys fornisce informazioni sull'oceanologia, la petrologia, la pedologia e la mineralogia del Pakistan. Presenta un diorama tridimensionale di paesaggi marini e lo scheletro d'una balena, dettagliando le caratteristiche della Salt Range.[2]
- La galleria d'orientamento virtuale consente ai fruitori, tramite un supporto tecnologico introdotto nel 2016, di effettuare un tour virtuale di tutte le altre gallerie del museo, senza necessità di visitarle fisicamente.[2]

## Direttori generali
Al 2025, la direttrice generale del museo è Saima Huma Tanveer.

## Squalo imbalsamato

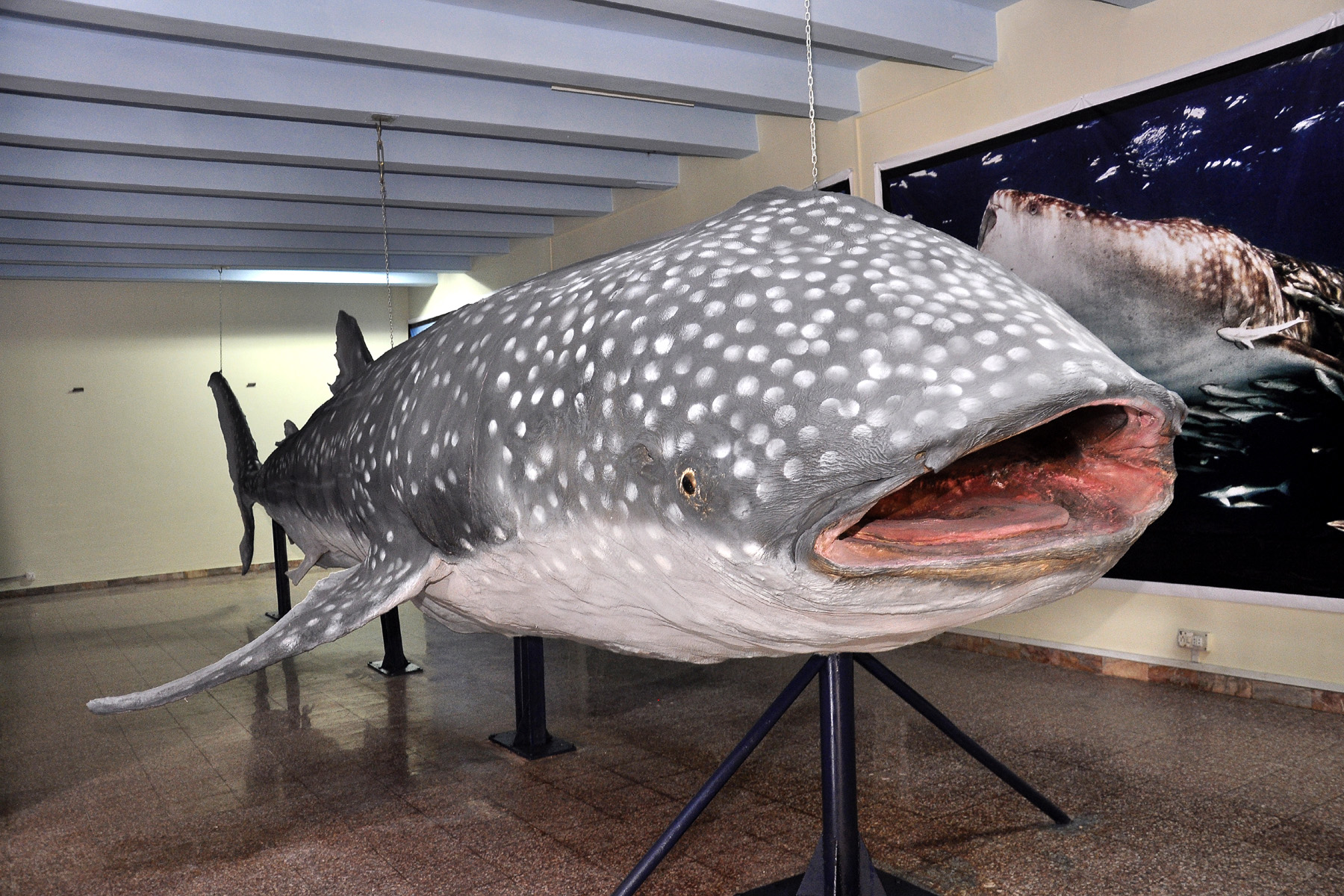
Lo squalo balena imbalsamato.

Il museo espone uno squalo balena imbalsamato. Secondo quanto riferito dal PMNH, al momento della cattura nel 2012 lo squalo era lungo 40 piedi (12 m) e pesava ca. 16 tonnellate; fu avvistato nel porto di Karācī. Il fegato dell'animale pesava circa 800 kg e lo stomaco circa 600 kg; l'ovaio aveva un peso di 120 kg e conteneva circa 500 uova. Lo squalo fu avvistato da pescatori locali il 6 febbraio 2012 nella zona di Ghorabari , nel territorio pachistano del Mar Arabico. Il pesce fu trasportato al Karachi Fish Harbour il 7 febbraio 2012 e messo all'asta per 200 000 rupie. Entrò a far parte delle collezioni del museo che, dopo averlo essiccato, ne fece un'installazione con l'aiuto del personale UNESCO. Tuttavia, per via della mancanza di competenze tassidermiche professionali e della scarsa manutenzione, l'esemplare si deteriorò rapidamente, e si rese necessario ridipingerlo e ripararlo più volte. Venne infine mantenuto il solo scheletro.

## Galleria d'immagini

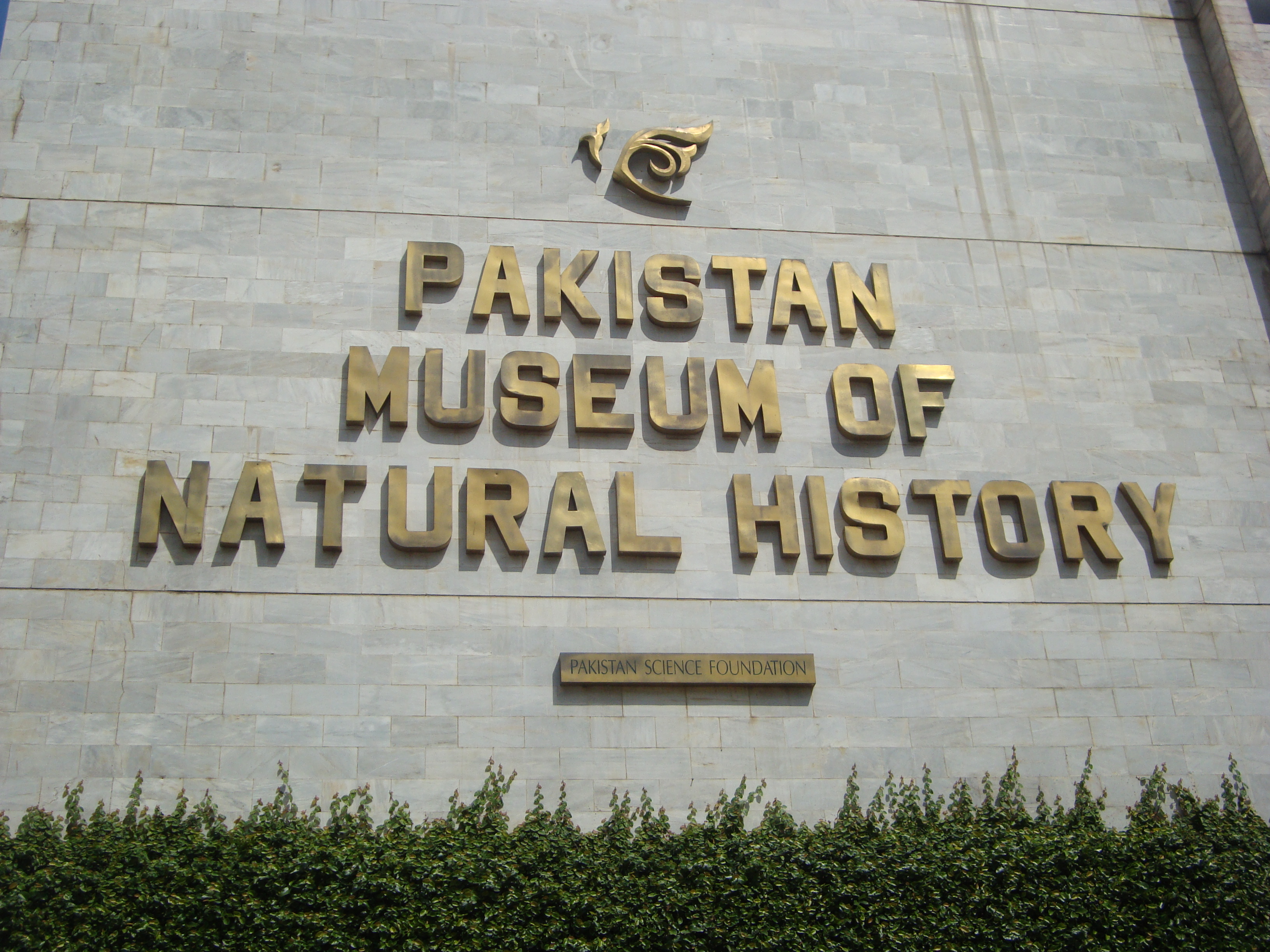
Nome inglese del museo.
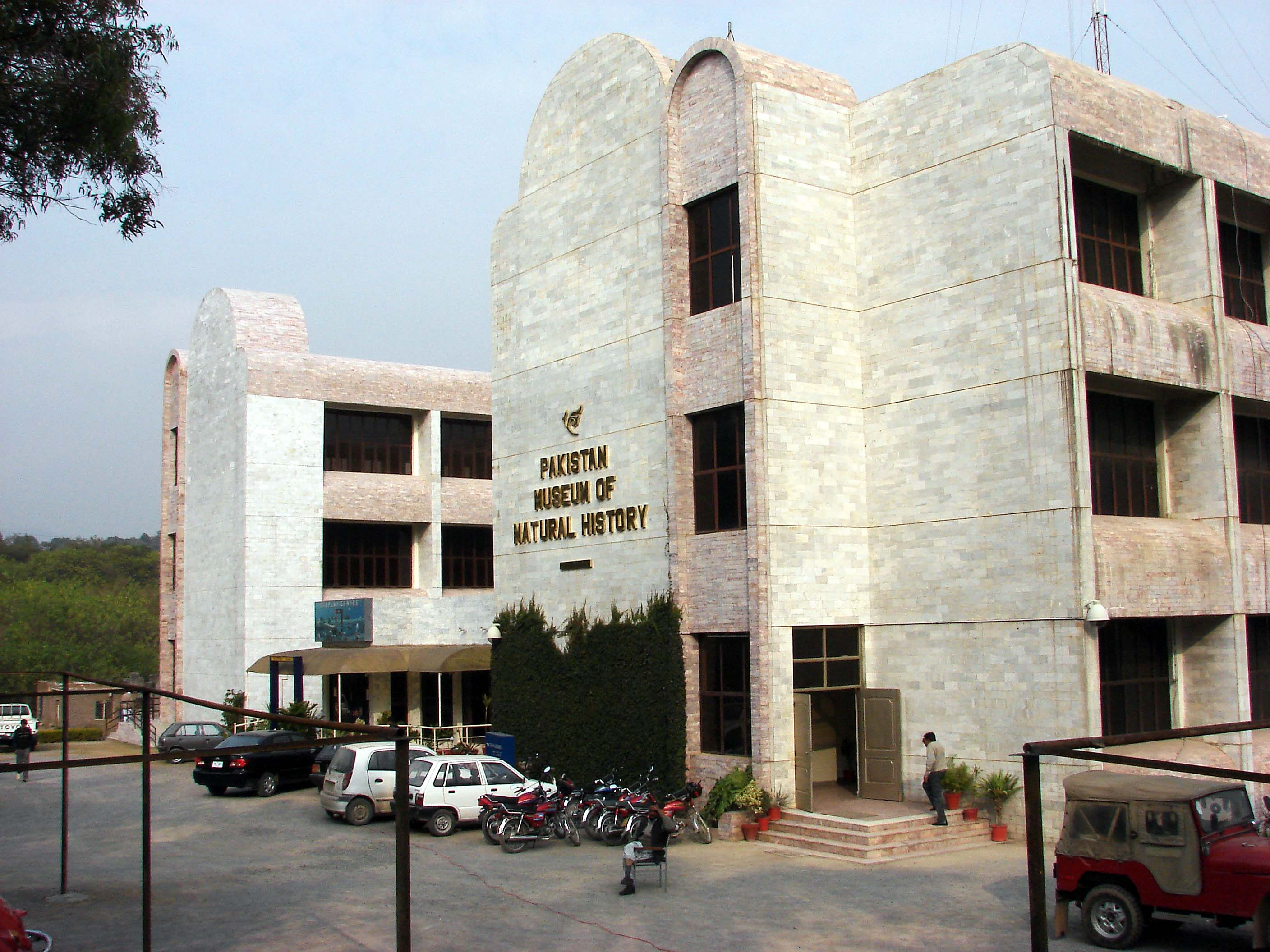
Vista laterale dell'edificio.
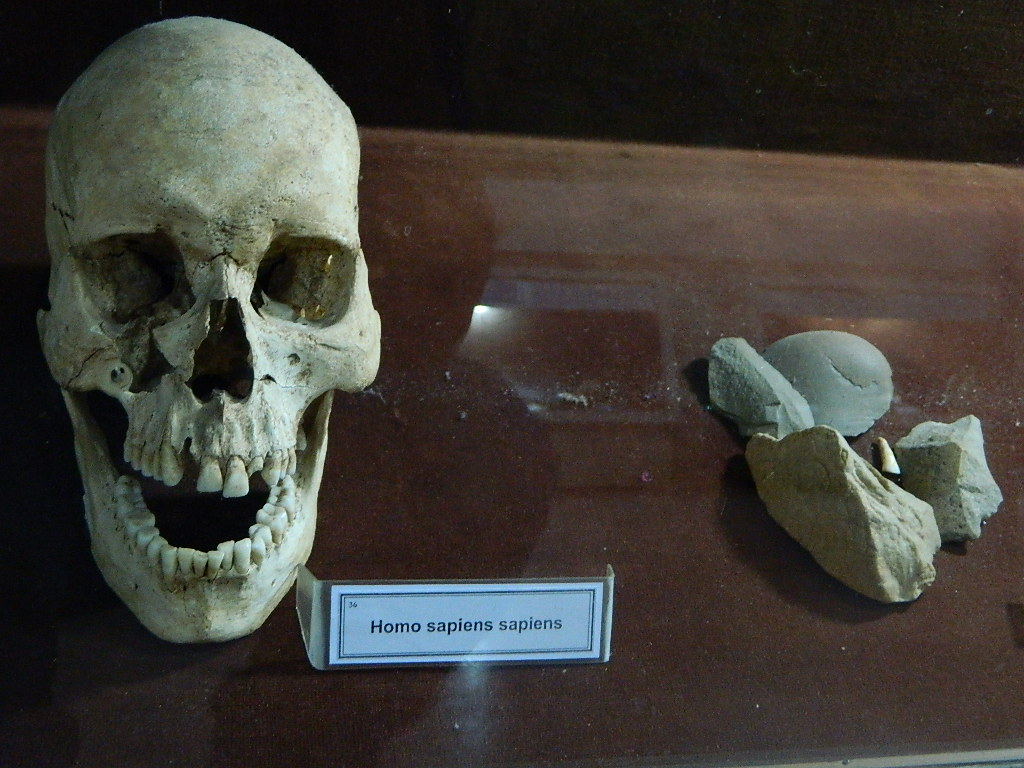
Cranio di Homo sapiens sapiens.
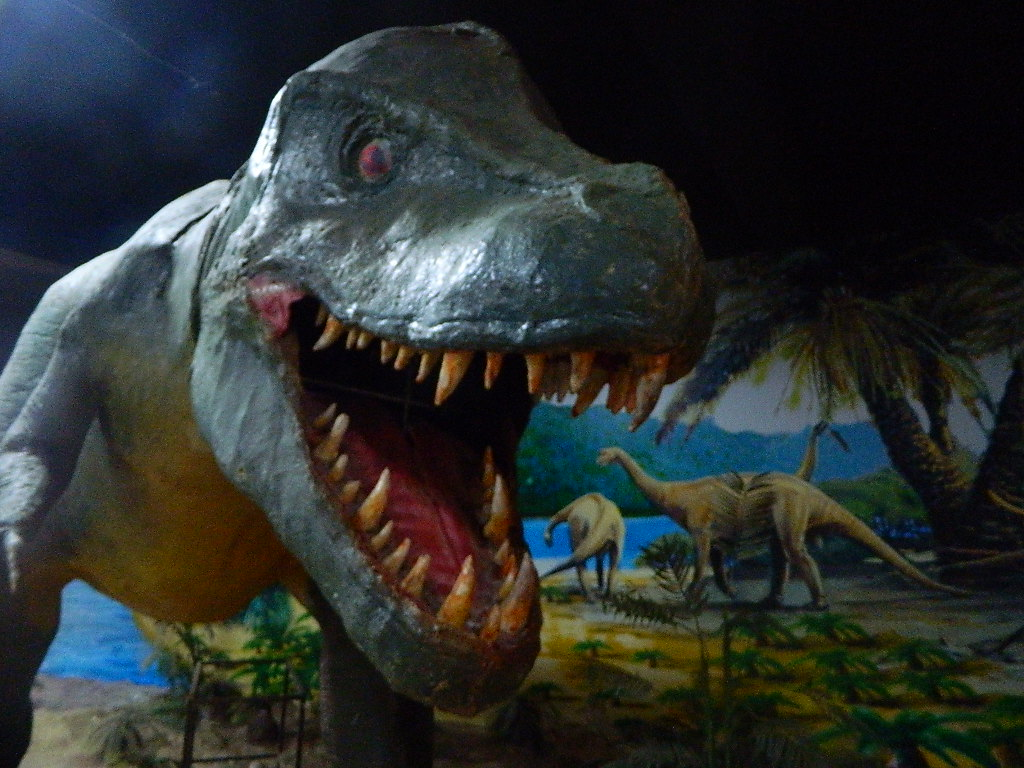
Statua di dinosauro.
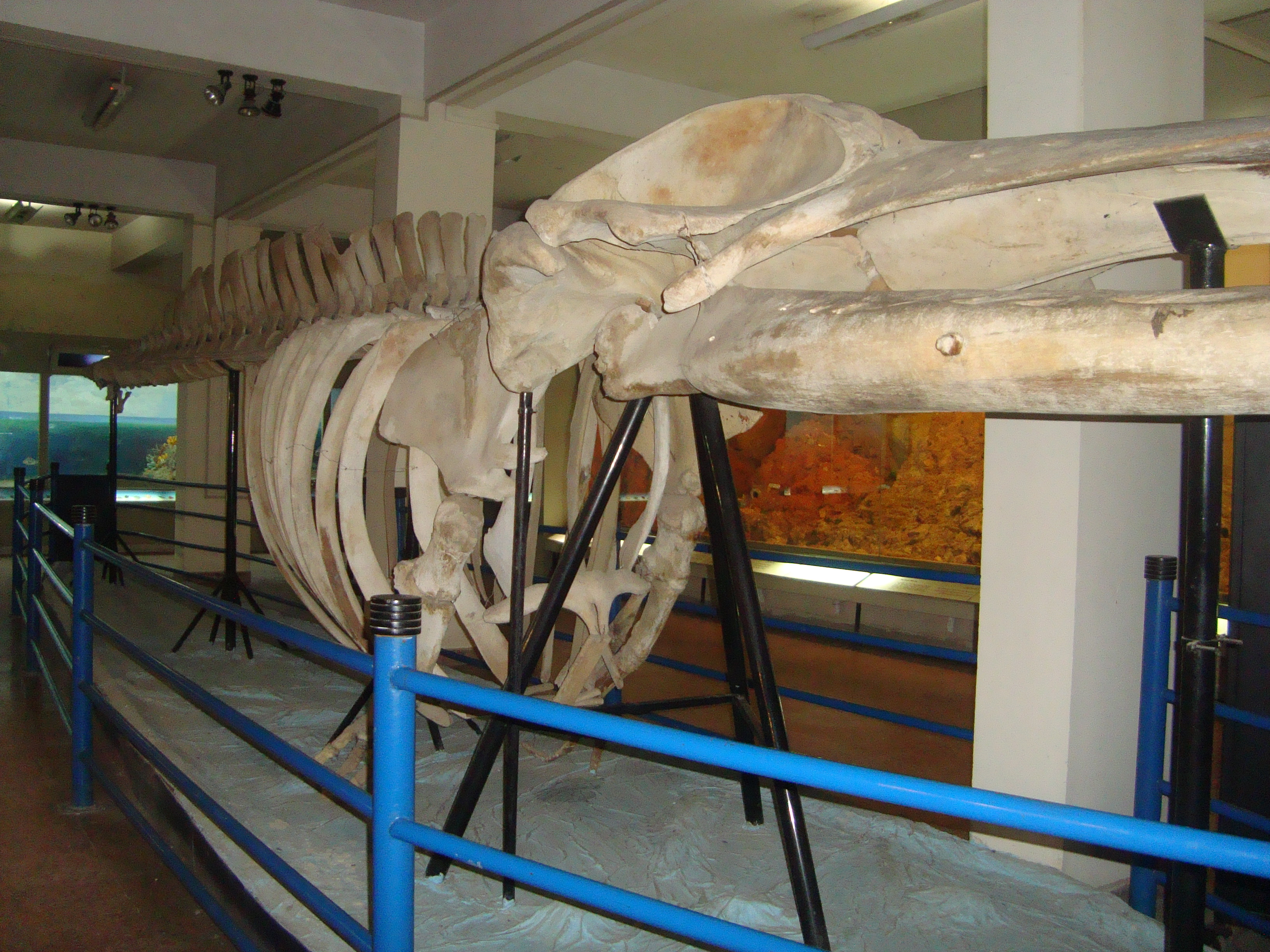
Scheletro di cucciolo di balena.
Statua di Baluchitherium, una grande specie di mammifero.
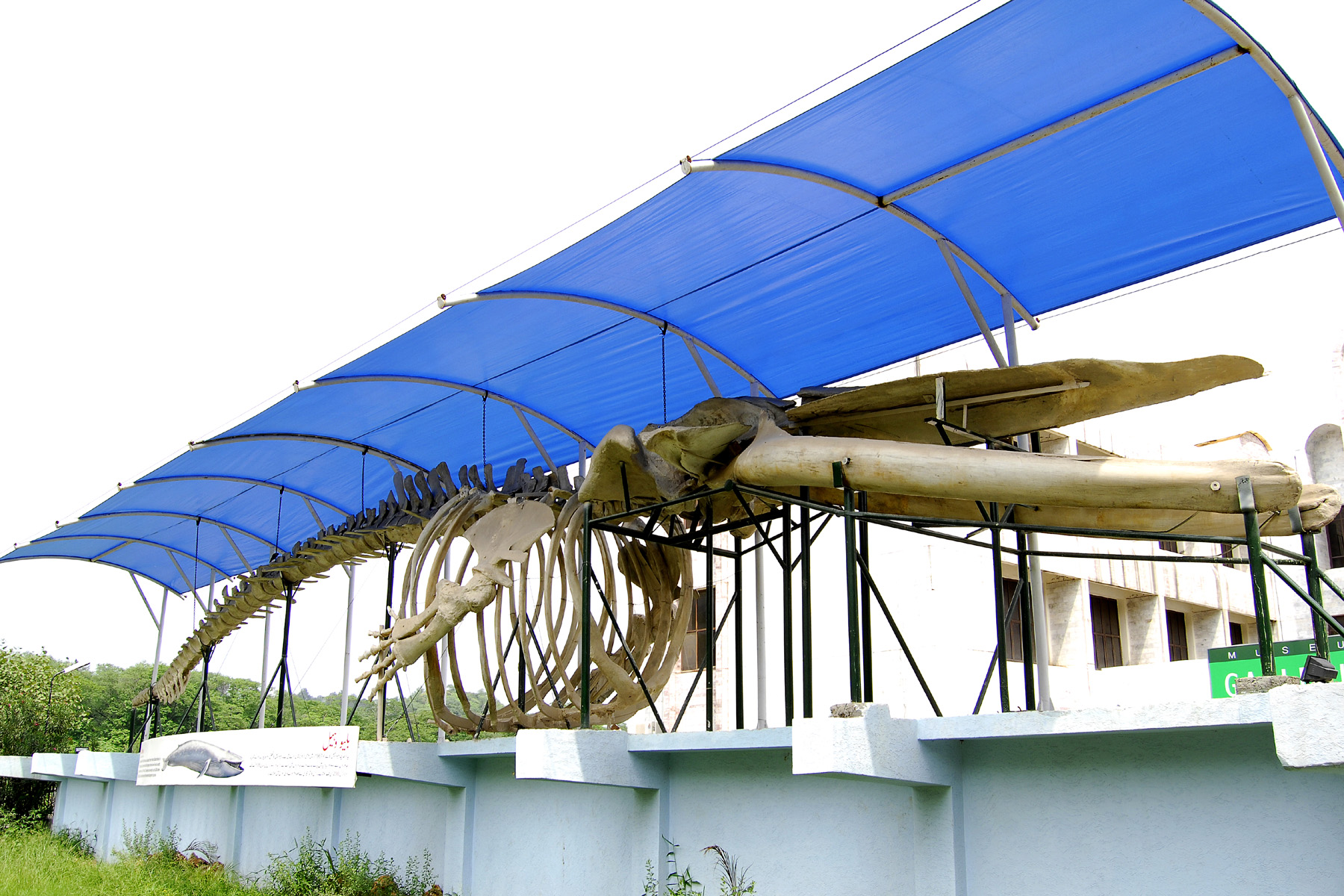
Scheletro di balena.